# Lerista bipes
Espèce
Synonymes
- Rhodona bipes Fischer, 1882

Lerista bipes est une espèce de sauriens de la famille des Scincidae.

## Répartition
Cette espèce est endémique d'Australie. Elle se rencontre en Australie-Occidentale, dans le Territoire du Nord, au Queensland et en Australie-Méridionale.

## Publication originale
- Fischer, 1882 : Herpetologische Bemerkungen. I. Bemerkungen über einzelne Stücke der Schlangensammlung des kön. Zoologischen Museums in Dresden. . II. Neue Eidechen aus Australien und Polynesien. Archiv für Naturgeschichte, vol. 48, p. 281-302 (texte intégral).